# Rhytidoponera inops
Rhytidoponera inops är en myrart som beskrevs av Carlo Emery 1900. Rhytidoponera inops ingår i släktet Rhytidoponera och familjen myror. Inga underarter finns listade i Catalogue of Life.

## Bildgalleri

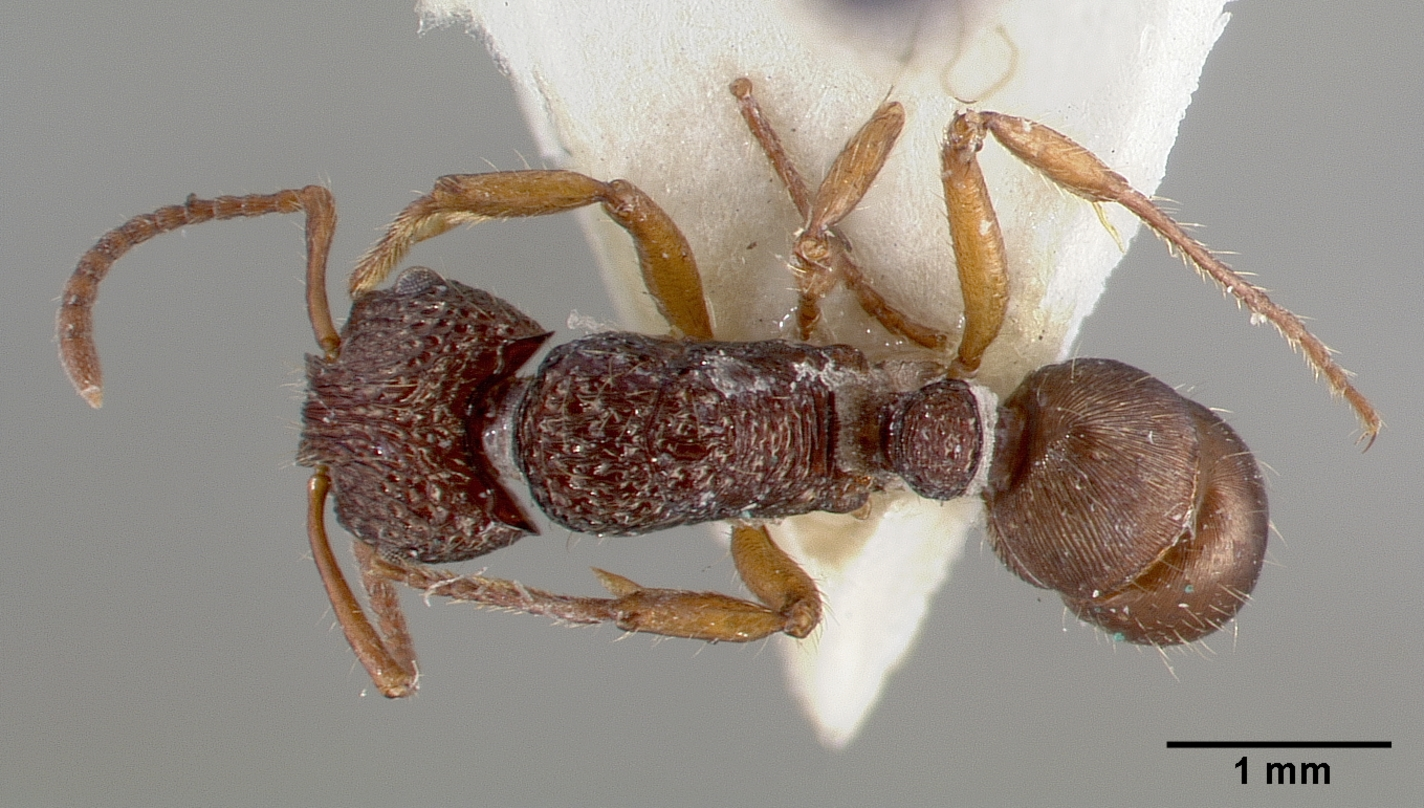
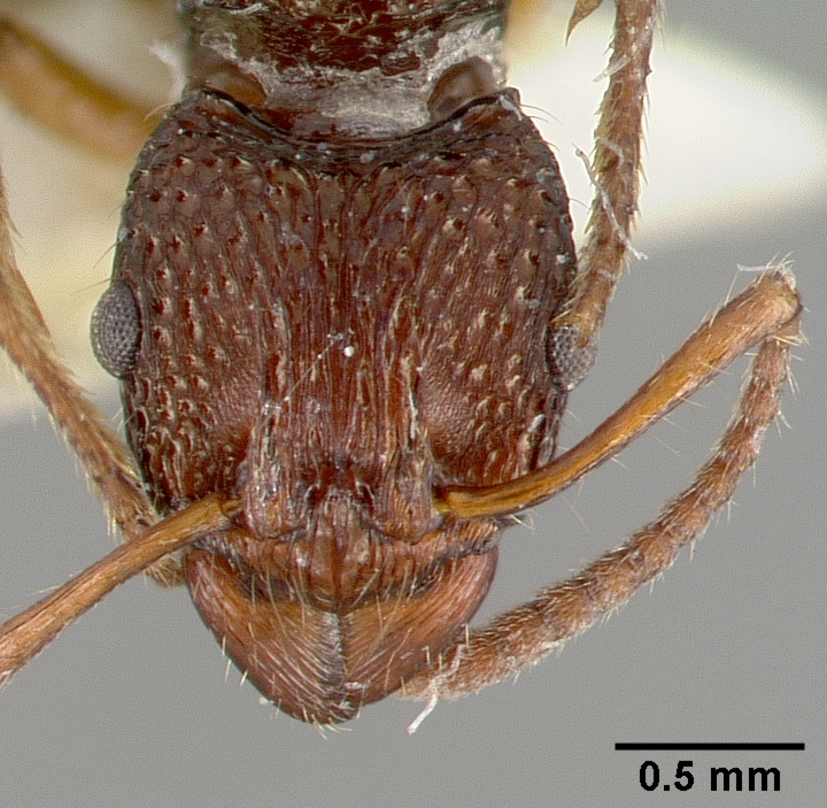
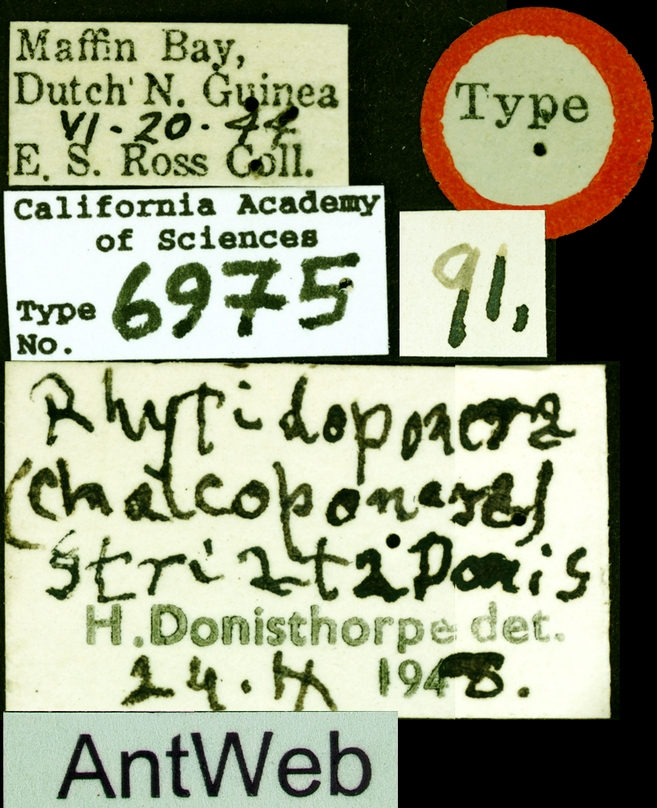
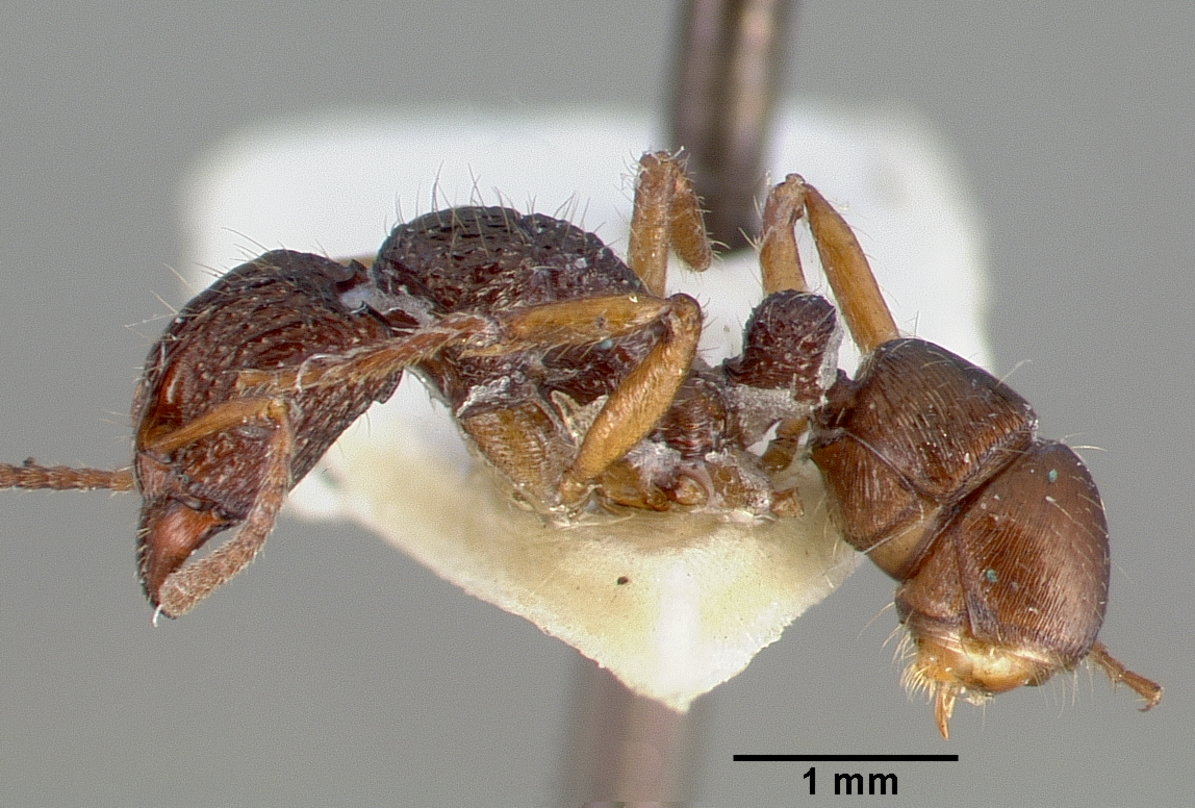